# ZFK Spartak Subotica
El ZFK Spartak Subotica és un club femení de futbol de Subotica que juga a la Superlliga Sèrbia.
Va ser el primer campió de futbol femení de Iugoslàvia, al 1975, quan s'anomenava Zeljeznicar Subotica. Després de 35 anys sense guanyar un títol, des del 2010 ha guanyat sis Lligues i cinc Copes. A la Lliga de Campions ha superat la fase prèvia tres vegades. En totes tres ocasions va caure als setzens de final.

## Títols
- 1 Lliga de Iugoslàvia
  - 74/75
- 6 Lligues de Sèrbia
  - 10/11 - 11/12 - 12/13 - 13/14 - 14/15 - 15/16
- 5 Copes de Sèrbia
  - 11/12 - 12/13 - 13/14 - 14/15 - 15/16

| 11/12 | Glasgow City   |                      |
| 12/13 | NSA Sofia      | Kopparbergs Göteborg |
| 13/14 | Olimpia Cluj   | FK Rossiyanka        |
| 14/15 | ZNK Osijek     |                      |
| 15/16 | CF Benfica     | VfL Wolfsburg        |
| 16/17 | Breidablik UBK |                      |

- ¹ Fase de grups. Equip classificat pillor possicionat en cas d'eliminació o equip eliminat millor possicionat en cas de classificació.